# Seenku
Le seenku ou sembla est une langue mandée du groupe des langues samogo (en) et est parlée au Burkina Faso.